# 4816 Коннеллі
4816 Коннеллі (4816 Connelly) — астероїд головного поясу, відкритий 3 серпня 1981 року.
Тіссеранів параметр щодо Юпітера — 3,338.